# رامی یوسف (بازیکن هندبال)
رامی یوسف (عربی: رامي محمد يوسف؛ زادهٔ ۱۳ مارس ۱۹۸۰) بازیکن هندبال اهل مصر است.